# Rumunia na Letnich Igrzyskach Olimpijskich 2020
Rumunię na Letnich Igrzyskach Olimpijskich 2020 reprezentowało 102 zawodników : 57 mężczyzn i 45 kobiet. Był to 22 start reprezentacji Rumunii na letnich igrzyskach olimpijskich.

## Zdobyte medale[3]
| Medal  | Zawodnik                                                                             | Dyscyplina  | Konkurencja                   | Rezultat                                      | Data     |
| ------ | ------------------------------------------------------------------------------------ | ----------- | ----------------------------- | --------------------------------------------- | -------- |
| Złoto  | Nicoleta-Ancuța Bodnar, Simona Radiș                                                 | Wioślarstwo | dwójka podwójna kobiet        | 6:41,03                                       | 28 lipca |
| Srebro | Ana Maria Popescu                                                                    | Szermierka  | szpada kobiet indywidualnie   | W finale uległa reprezentantce Chin Sun Yiwen | 24 lipca |
| Srebro | Mihăiță Vasile Țigănescu, Mugurel Semciuc, Ștefan Constantin Berariu, Cosmin Pascari | Wioślarstwo | czwórka bez sternika mężczyzn | 5:43,13                                       | 28 lipca |
| Srebro | Marius-Vasile Cozmiuc, Ciprian Tudosă                                                | Wioślarstwo | dwójka bez sternika mężczyzn  | 6:16,58                                       | 29 lipca |

## Skład kadry

### Boks
| Zawodnik        | Konkurencja          | 1/16             | 1/8              | Ćwierćfinał      | Półfinał         | Finał            | Finał   | Źródło |
| Zawodnik        | Konkurencja          | Przeciwnik Wynik | Przeciwnik Wynik | Przeciwnik Wynik | Przeciwnik Wynik | Przeciwnik Wynik | Miejsce | Źródło |
| --------------- | -------------------- | ---------------- | ---------------- | ---------------- | ---------------- | ---------------- | ------- | ------ |
| Cosmin Gîrleanu | waga musza mężczyzn  | Asеnow P 0-5     | NQ               | NQ               | NQ               | NQ               | 17.     | [ 4 ]  |
| Maria Nechita   | waga piórkowa kobiet | Bye              | Ali W 5-0        | Irie P 2-3       | NQ               | NQ               | 5.      | [ 5 ]  |

### Gimnastyka
| Zawodnik          | Konkurencja | Kwalifikacje | Kwalifikacje | Finał  | Finał   | Źródło |
| Zawodnik          | Konkurencja | Punkty       | Pozycja      | Punkty | Pozycja | Źródło |
| ----------------- | ----------- | ------------ | ------------ | ------ | ------- | ------ |
| Marian Drăgulescu | skok        | 13,999       | 16.          | NQ     | NQ      | [ 6 ]  |

| Zawodniczka     | Konkurencja             | Kwalifikacje | Kwalifikacje | Kwalifikacje | Kwalifikacje | Kwalifikacje | Kwalifikacje | Finał     | Finał     | Finał     | Finał     | Finał | Finał   | Źródło |
| Zawodniczka     | Konkurencja             | Przyrządy    | Przyrządy    | Przyrządy    | Przyrządy    | Razem        | Pozycja      | Przyrządy | Przyrządy | Przyrządy | Przyrządy | Razem | Pozycja | Źródło |
| Zawodniczka     | Konkurencja             | V            | UB           | BB           | F            | Razem        | Pozycja      | V         | UB        | BB        | F         | Razem | Pozycja | Źródło |
| --------------- | ----------------------- | ------------ | ------------ | ------------ | ------------ | ------------ | ------------ | --------- | --------- | --------- | --------- | ----- | ------- | ------ |
| Maria Holbură   | wielobój indywidualnie  | 13,166       | 11,100       | 12,700       | 12,200       | 49,166       | 65.          | NQ        | NQ        | NQ        | NQ        | NQ    | 65.     | [ 7 ]  |
| Maria Holbură   | ćwiczenia na poręczach  | N/A          | 11,100       | N/A          | N/A          | 11,100       | 80.          | NQ        | NQ        | NQ        | NQ        | NQ    | 80.     | [ 7 ]  |
| Maria Holbură   | ćwiczenia wolne         | N/A          | N/A          | N/A          | 12,200       | 12,200       | 65.          | NQ        | NQ        | NQ        | NQ        | NQ    | 65.     | [ 7 ]  |
| Maria Holbură   | ćwiczenia na równoważni | N/A          | N/A          | 12,700       | N/A          | 12,700       | 43.          | NQ        | NQ        | NQ        | NQ        | NQ    | 43.     | [ 7 ]  |
| Larisa Iordache | ćwiczenia na równoważni | N/A          | N/A          | 14,133       | N/A          | 14,133       | 4.           | DNS       | DNS       | DNS       | DNS       | DNS   | DNS     | [ 8 ]  |

### Judo
| Zawodnik          | Konkurencja | 1/16                          | 1/8                 | Ćwierćfinał         | Półfinał            | Repasaże            | Finał / 3.miejsce   | Finał / 3.miejsce | Źródła |
| Zawodnik          | Konkurencja | Przeciwniczka Wynik           | Przeciwniczka Wynik | Przeciwniczka Wynik | Przeciwniczka Wynik | Przeciwniczka Wynik | Przeciwniczka Wynik | Pozycja           | Źródła |
| ----------------- | ----------- | ----------------------------- | ------------------- | ------------------- | ------------------- | ------------------- | ------------------- | ----------------- | ------ |
| Alexandru Raicu   | -73 kg (m)  | Ōno P 00-10                   | NQ                  | NQ                  | NQ                  | NQ                  | NQ                  | 17.               | [ 9 ]  |
| Vlăduț Simionescu | +100 kg (m) | Omar W 10-00                  | Chammo P 00-01      | NQ                  | NQ                  | NQ                  | NQ                  | 9.                | [ 10 ] |
| Andreea Chițu     | -52 kg (k)  | Nguyễn Thị Thanh Thủy W 10-00 | Giuffrida P 00-10   | NQ                  | NQ                  | NQ                  | NQ                  | 9.                | [ 11 ] |

### Kajakarstwo
| Zawodnik                         | Konkurencja    | Eliminacje | Eliminacje | Ćwierćfinały | Ćwierćfinały | Półfinały | Półfinały | Finał A/B | Finał A/B  | Pozycja | Źródło |
| Zawodnik                         | Konkurencja    | Czas       | Pozycja    | Czas         | Pozycja      | Czas      | Pozycja   | Czas      | Pozycja    | Pozycja | Źródło |
| -------------------------------- | -------------- | ---------- | ---------- | ------------ | ------------ | --------- | --------- | --------- | ---------- | ------- | ------ |
| Cătălin Chirilă                  | C-1 1000 m (m) | 4:05,617   | 1.         | N/A          | N/A          | 4:09,397  | 6.        | 4:03,973  | 3. Finał B | 11.     | [ 12 ] |
| Victor Mihalachi                 | C-1 1000 m (m) | 4:39,865   | 5.         | 4:15,007     | 5.           | NQ        | NQ        | NQ        | NQ         | NQ      | [ 12 ] |
| Cătălin Chirilă Victor Mihalachi | C-2 1000 m (m) | 4:00,459   | 5.         | 3:51,565     | 3.           | 3:27,399  | 2.        | 3:29,285  | 5. Finał B | 5.      | [ 12 ] |

### Kolarstwo

#### Kolarstwo szosowe
| Zawodnik             | Konkurencja                    | Czas | Pozycja | Źródło |
| -------------------- | ------------------------------ | ---- | ------- | ------ |
| Eduard-Michael Grosu | wyścig ze startu wspólnego (m) | DNF  | DNF     | [ 13 ] |

#### Kolarstwo górskie
| Zawodnik     | Konkurencja       | Czas    | Pozycja | Źródło |
| ------------ | ----------------- | ------- | ------- | ------ |
| Vlad Dascălu | cross-country (m) | 1:26:03 | 7.      | [ 14 ] |

### Koszykówka
3 x 3
| Drużyna                                                         | Konkurencja | Faza grupowa     | Faza grupowa     | Faza grupowa     | Faza grupowa            | Faza grupowa     | Faza grupowa                      | Faza grupowa     | Faza grupowa | Ćwierćfinały     | Półfinały        | Finał            | Pozycja | Źródło        |
| Drużyna                                                         | Konkurencja | Przeciwnik Wynik | Przeciwnik Wynik | Przeciwnik Wynik | Przeciwnik Wynik        | Przeciwnik Wynik | Przeciwnik Wynik                  | Przeciwnik Wynik | Pozycja      | Przeciwnik Wynik | Przeciwnik Wynik | Przeciwnik Wynik | Pozycja | Źródło        |
| --------------------------------------------------------------- | ----------- | ---------------- | ---------------- | ---------------- | ----------------------- | ---------------- | --------------------------------- | ---------------- | ------------ | ---------------- | ---------------- | ---------------- | ------- | ------------- |
| Claudia Cuic Gabriela Mărginean Ancuţa Stoenescu Sonia Ursu-Kim | 3×3 kobiet  | Chiny 10-21      | Japonia 8-20     | Włochy 14-22     | Stany Zjednoczone 11-22 | Mongolia 22-14   | Rosyjski Komitet Olimpijski 12-21 | Francja 12-22    | 7.           | NQ               | NQ               | NQ               | 7.      | [ 15 ] [ 16 ] |

### Lekkoatletyka
Konkurencje biegowe
| Zawodnik        | Konkurencja       | Eliminacje | Eliminacje | Półfinał | Półfinał | Finał   | Finał   | Źródło |
| Zawodnik        | Konkurencja       | Wynik      | Miejsce    | Wynik    | Miejsce  | Wynik   | Miejsce | Źródło |
| --------------- | ----------------- | ---------- | ---------- | -------- | -------- | ------- | ------- | ------ |
| Marius Cocioran | chód na 50 km (m) | N/A        | N/A        | N/A      | N/A      | 4:01:43 | 24.     | [ 17 ] |
| Claudia Bobocea | 1500 m (k)        | 4:09,19    | 11.        | NQ       | NQ       | NQ      | NQ      | [ 18 ] |

Konkurencje techniczne
| Zawodnik                 | Konkurencja        | Kwalifikacje | Kwalifikacje | Finał | Finał   | Źródło |
| Zawodnik                 | Konkurencja        | Wynik        | Miejsce      | Wynik | Miejsce | Źródło |
| ------------------------ | ------------------ | ------------ | ------------ | ----- | ------- | ------ |
| Alin Alexandru Firfirică | rzut dyskiem (m)   | 61,90        | 17.          | NQ    | NQ      | [ 19 ] |
| Andrei Toader            | pchnięcie kulą (m) | 19,81        | 26.          | NQ    | NQ      | [ 20 ] |
| Alexandru Novac          | rzut oszczepem (m) | 83,27        | 7.           | 79,29 | 12.     | [ 21 ] |
| Daniela Stanciu          | skok wzwyż (k)     | 1,90         | 18.          | NQ    | NQ      | [ 22 ] |
| Bianca Ghelber           | rzut młotem (k)    | 71,72        | 11.          | 74,18 | 6.      | [ 23 ] |
| Alina Rotaru             | skok w dal (k)     | 6,51         | 17.          | NQ    | NQ      | [ 24 ] |
| Florentina Iusco         | skok w dal (k)     | 6,36         | 20.          | NQ    | NQ      | [ 24 ] |

### Łucznictwo
| Zawodnik             | Konkurencja       | Runda rankingowa | Runda rankingowa | 1/32                | 1/16             | 1/8              | Ćwierćfinały     | Półfinały        | Finał            | Finał   | Źródło               |
| Zawodnik             | Konkurencja       | Wynik            | Miejsce          | Przeciwnik Wynik    | Przeciwnik Wynik | Przeciwnik Wynik | Przeciwnik Wynik | Przeciwnik Wynik | Przeciwnik Wynik | Pozycja | Źródło               |
| -------------------- | ----------------- | ---------------- | ---------------- | ------------------- | ---------------- | ---------------- | ---------------- | ---------------- | ---------------- | ------- | -------------------- |
| Mădălina Amaistroaie | indywidualnie (k) | 634              | 37.              | Long Xiaoqing P 2-6 | NQ               | NQ               | NQ               | NQ               | NQ               | 33.     | [ 25 ] [ 26 ] [ 27 ] |

### Piłka nożna
- Reprezentacja mężczyzn

| - Mihai Popa - Radu Boboc - Florin Ștefan - Alex Pașcanu - Tudor Băluță - Virgil Ghiță - Ion Gheorghe - Marius Marin - George Ganea - Andrei Ciobanu - Valentin Gheorghe |  | - Mihai Aioani - Eduard Florescu - Andrei Rațiu - Andrei Chindriș - Ronaldo Deaconu - Ricardo Grigore - Marco Dulca - Andrei Sîntean - Alex Dobre - Antonio Sefer - Ștefan Târnovanu |

| Drużyna | Konkurencja      | Faza grupowa     | Faza grupowa         | Faza grupowa      | Faza grupowa | Ćwierćfinały     | Półfinały        | Finał mecz o 3. miejsce | Pozycja | Źródło |
| Drużyna | Konkurencja      | Przeciwnik Wynik | Przeciwnik Wynik     | Przeciwnik Wynik  | Pozycja      | Przeciwnik Wynik | Przeciwnik Wynik | Przeciwnik Wynik        | Pozycja | Źródło |
| ------- | ---------------- | ---------------- | -------------------- | ----------------- | ------------ | ---------------- | ---------------- | ----------------------- | ------- | ------ |
| Rumunia | turniej mężczyzn | Honduras 1:0     | Korea Południowa 0:4 | Nowa Zelandia 0:0 | 3.           | NQ               | NQ               | NQ                      | 11.     | [ 28 ] |

### Pływanie
| Zawodnik              | Konkurencja           | Eliminacje | Eliminacje | Półfinał | Półfinał | Finał   | Finał   | Źródło               |
| Zawodnik              | Konkurencja           | Czas       | Miejsce    | Czas     | Miejsce  | Czas    | Miejsce | Źródło               |
| --------------------- | --------------------- | ---------- | ---------- | -------- | -------- | ------- | ------- | -------------------- |
| David Popovici        | 50 m dowolnym (m)     | 22,77      | 40.        | NQ       | NQ       | NQ      | NQ      | [ 29 ]               |
| David Popovici        | 100 m dowolnym (m)    | 48,03      | 8.         | 47,72    | 5.       | 48,04   | 7.      | [ 30 ] [ 31 ] [ 32 ] |
| David Popovici        | 200 m dowolnym (m)    | 1:45,32    | 4.         | 1:45,68  | 7.       | 1:44,68 | 4.      | [ 33 ] [ 34 ] [ 35 ] |
| Daniel Martin         | 100 m grzbietowym (m) | 56,91      | 38.        | NQ       | NQ       | NQ      | NQ      | [ 36 ] [ 37 ] [ 38 ] |
| Robert Glință         | 100 m grzbietowym (m) | 53,67      | 12.        | 53,20    | 8.       | 52,95   | 8.      | [ 36 ] [ 37 ] [ 38 ] |
| Robert Glință         | 200 m grzbietowym (m) | 1:59,,18   | 26.        | NQ       | NQ       | NQ      | NQ      | [ 39 ] [ 40 ] [ 41 ] |
| Daniel Martin         | 100 m motylkowym (m)  | 55,09      | 53.        | NQ       | NQ       | NQ      | NQ      | [ 42 ]               |
| Bianca-Andreea Costea | 50 m dowolnym (k)     | 25,61      | 31.        | NQ       | NQ       | NQ      | NQ      | [ 43 ]               |
| Bianca-Andreea Costea | 100 m dowolnym (k)    | 56,35      | 35.        | NQ       | NQ       | NQ      | NQ      | [ 44 ]               |

### Strzelectwo
| Zawodnik   | Konkurencja              | Kwalifikacje | Kwalifikacje | Finał | Finał   | Źródło        |
| Zawodnik   | Konkurencja              | Wynik        | Pozycja      | Wynik | Pozycja | Źródło        |
| ---------- | ------------------------ | ------------ | ------------ | ----- | ------- | ------------- |
| Laura Ilie | karabin pneumatyczny (k) | 628,0        | 9.           | NQ    | NQ      | [ 45 ] [ 46 ] |

### Szermierka
| Zawodnik          | Konkurencja              | 1/32             | 1/16                  | 1/8               | Ćwierćfinały     | Półfinały        | Finał/o 3. miejsce | Finał/o 3. miejsce | Źródło |
| Zawodnik          | Konkurencja              | Przeciwnik Wynik | Przeciwnik Wynik      | Przeciwnik Wynik  | Przeciwnik Wynik | Przeciwnik Wynik | Przeciwnik Wynik   | Pozycja            | Źródło |
| ----------------- | ------------------------ | ---------------- | --------------------- | ----------------- | ---------------- | ---------------- | ------------------ | ------------------ | ------ |
| Iulian Teodosiu   | szabla indywidualnie (m) | Mamutov W 15-11  | Curatoli W 15-13      | Berrè P 12-15     | NQ               | NQ               | NQ                 | 16.                | [ 47 ] |
| Ana Maria Popescu | szpada indywidualnie (k) | Bye              | Kiria Tikanah W 15-10 | Song Se-ra W 15-6 | Beljajeva W 15-8 | Lehis W 15-11    | Sun Yiwen P 10-11  | srebro             | [ 48 ] |

### Tenis stołowy
| Zawodnik                                        | Konkurencja           | Eliminacje       | Runda 1          | Runda 2          | Runda 3          | 1/8 finału          | Ćwierćfinały            | Półfinały        | Finał            | Finał   | Źródło |
| Zawodnik                                        | Konkurencja           | Przeciwnik Wynik | Przeciwnik Wynik | Przeciwnik Wynik | Przeciwnik Wynik | Przeciwnik Wynik    | Przeciwnik Wynik        | Przeciwnik Wynik | Przeciwnik Wynik | Pozycja | Źródło |
| ----------------------------------------------- | --------------------- | ---------------- | ---------------- | ---------------- | ---------------- | ------------------- | ----------------------- | ---------------- | ---------------- | ------- | ------ |
| Ovidiu Ionescu                                  | gra pojedyncza (m)    | Bye              | Chris Yan W 4-1  | Tsuboi P 1-4     | NQ               | NQ                  | NQ                      | NQ               | NQ               | 33.     | [ 49 ] |
| Bernadette Szőcs                                | gra pojedyncza (k)    | N/A              | N/A              | N/A              | Juan Liu P 2-4   | NQ                  | NQ                      | NQ               | NQ               | 17      | [ 50 ] |
| Elizabeta Samara                                | gra pojedyncza (k)    | N/A              | N/A              | N/A              | Sawettabut P 1-4 | NQ                  | NQ                      | NQ               | NQ               | 17.     | [ 50 ] |
| Bernadette Szőcs Elizabeta Samara aniela Dodean | turniej drużynowy (k) | N/A              | N/A              | N/A              | N/A              | Egipt · W 3-0       | Hongkong · P 1-3        | NQ               | NQ               | 5.      | [ 51 ] |
| Ovidiu Ionescu Bernadette Szőcs                 | turniej mieszany      | N/A              | N/A              | N/A              | N/A              | Wang Zhang Mo W 4-1 | Xu Xin Liu Shiwen P 0-4 | NQ               | NQ               | 5.      | [ 52 ] |

### Tenis ziemny
| Zawodnik                      | Konkurencja | Pierwsza runda              | Druga runda                           | Trzecia runda                 | Ćwierćfinały     | Półfinały        | Finał            | Finał   | Źródło |
| Zawodnik                      | Konkurencja | Przeciwnik Wynik            | Przeciwnik Wynik                      | Przeciwnik Wynik              | Przeciwnik Wynik | Przeciwnik Wynik | Przeciwnik Wynik | Pozycja | Źródło |
| ----------------------------- | ----------- | --------------------------- | ------------------------------------- | ----------------------------- | ---------------- | ---------------- | ---------------- | ------- | ------ |
| Mihaela Buzărnescu            | singiel (k) | Riske W 2-1 (6:7, 7:5, 6:4) | Vondroušová P 0-2 (1:6, 2:6)          | NQ                            | NQ               | NQ               | NQ               | 17.     | [ 53 ] |
| Monica Niculescu Raluca Olaru | debel (k)   | N/A                         | Chan Hao-ching W 2-1 (7:5, 1:6, 10:6) | Perez Stosur P 0-2 (6:7, 5:7) | NQ               | NQ               | NQ               | 9.      | [ 54 ] |

### Triathlon
| Zawodnik       | Konkurencja | Pływanie | Zmiana 1 | Jazda na rowerze | Zmiana 2 | Bieg  | Czas    | Pozycja | Źródło |
| -------------- | ----------- | -------- | -------- | ---------------- | -------- | ----- | ------- | ------- | ------ |
| Felix Duchampt | mężczyźni   | 18:39    | 0:38     | 57:42            | 0:29     | 31:38 | 1:49:06 | 36.     | [ 55 ] |

### Wioślarstwo
| Zawodnik | Konkurencja | Eliminacje | Eliminacje | Repasaż | Repasaż | Półfinały | Półfinały | Finał           | Finał      | Miejsce | Źródło |
| Zawodnik | Konkurencja | Czas       | M.         | Czas    | M.      | Czas      | M.        | Czas            | M.         | Miejsce | Źródło |
| --- | ----------- | ---------- | ---------- | ------- | ------- | --------- | --------- | --------------- | ---------- | ------- | ------ |
| Ioan Prundeanu Marian Enache | M2x         | 6:13,62    | 3.         | N/A     | N/A     | 6:29,55   | 5.        | 6:16,86 Finał B | 3.         | 9.      | [ 56 ] |
| Marius-Vasile Cozmiuc Ciprian Tudosă | M2-         | 6:33,86    | 1.         | N/A     | N/A     | 6:13,51   | 1.        | 6:16,58 Finał B | 2.         | srebro  | [ 57 ] |
| Mihăiță Vasile Țigănescu Mugurel Semciuc Ștefan Constantin Berariu Cosmin Pascari | M4-         | 6:03,51    | 4.         | 6:09,72 | 1.      | N/A       | N/A       | 5:43,13         | 2. Finał B | srebro  | [ 58 ] |
| Alexandru Petrișor Chioseaua Florin-Sorin Lehaci Constantin Radu Sergiu-Vasile Bejan Vlad-Dragos Aicoboae Constantin Adam Florin-Nicolae Arteni-Fîntînariu Ciprian Huc Adrian Munteanu | M8+         | 5:39,84    | 3.         | 5:27,14 | 5.      | N/A       | N/A       | NQ              | NQ         | 7.      | [ 59 ] |
| Nicoleta-Ancuța Bodnar Simona Radiș | W2x         | 6:49,79    | 1.         | N/A     | N/A     | 7:04,31   | 1.        | 6:41,03         | 1. Finał A | złoto   | [ 60 ] |
| Adriana Ailincăi Iuliana Buhuș | W2-         | 7:20,36    | 2.         | N/A     | N/A     | 6:58,55   | 4.        | 7:01,03         | 3. Finał B | 9.      | [ 61 ] |
| Ionela-Livia Lehaci Gianina-Elena Beleagă | LW2x        | 7:01,74    | 1.         | N/A     | N/A     | 6:42,08   | 3.        | 6:49,40         | 6. Finał A | 6.      | [ 62 ] |
| Madalina Heghes Elena Logofatu Cristina Popescu Roxana Anghel | W4-         | 6:40,02    | 3.         | 6:47,38 | 3.      | N/A       | N/A       | 6:35,12         | 3. Finał B | 9.      | [ 63 ] |
| Maria-Magdalena Rusu Viviana Iuliana Bejinariu Georgiana Dedu Maria Tivodariu Ioana Vrînceanu Amalia Bereș Mădălina Bereș Denisa Tîlvescu Daniela Druncea                              | W8x         | 6:09,95    | 2.         | 5:52,99 | 1.      | N/A       | N/A       | 6:04,06         | 6. Finał A | 6.      | [ 64 ] |

### Zapasy
| Zawodnik             | Konkurencja                     | Kwalifikacje     | 1/8                | Ćwierćfinał      | Półfinał         | Repesaż 1         | Finał            | Finał   | Źródło |
| Zawodnik             | Konkurencja                     | Przeciwnik Wynik | Przeciwnik Wynik   | Przeciwnik Wynik | Przeciwnik Wynik | Przeciwnik Wynik  | Przeciwnik Wynik | Pozycja | Źródło |
| -------------------- | ------------------------------- | ---------------- | ------------------ | ---------------- | ---------------- | ----------------- | ---------------- | ------- | ------ |
| Alin Alexuc-Ciurariu | -130 kg mężczyzn styl klasyczny | N/A              | López P 0-9        | NQ               | NQ               | Mirzazade P 1-5   | NQ               | 12.     | [ 65 ] |
| Albiert Saritow      | -97 kg mężczyzn styl wolny      | N/A              | Conyedo P 1-6      | NQ               | NQ               | NQ                | NQ               | 14.     | [ 66 ] |
| Alina Vuc            | -50 kg kobiet styl wolny        | N/A              | Seliszka P 0-6     | NQ               | NQ               | NQ                | NQ               | 14.     | [ 67 ] |
| Andreea Ana          | -53 kg kobiet styl wolny        | N/A              | Kaładzinska P 0-10 | NQ               | NQ               | NQ                | NQ               | 16.     | [ 68 ] |
| Kriszta Incze        | -62 kg kobiet styl wolny        | N/A              | Sastin W 3-11      | Tynybekowa P 0-6 | NQ               | Grigorjeva P 7-14 | NQ               | 8.      | [ 69 ] |